# Diachrysia pales
Diachrysia pales là một loài bướm đêm trong họ Noctuidae.